# Oleanderblättrige Kleinie
Die Oleanderblättrige Kleinie (Kleinia neriifolia Haw., Syn.: Senecio kleinia (L.) Less.), als Zierpflanze manchmal Affenpalme genannt, ist eine auf den Kanarischen Inseln endemische Pflanzenart aus der Gattung Kleinia innerhalb der Familie der Korbblütler (Asteraceae).

## Beschreibung

### Vegetative Merkmale
Ältere Pflanzen wachsen als laubabwerfende, verzweigte, sukkulente und wenig verzweigte Sträucher und erreichen Wuchshöhen von 50 bis 300 Zentimetern. Die graugrünen Glieder der Sprossachsen sind zylindrisch und von den Blattnarben der während der trockenen Monate abgefallenen Laubblätter übersät.
Die fleischigen, graugrünen und sitzenden, kahlen, ganzrandigen, spitzen Laubblätter an den Stammenden sind bis zu 15 Zentimeter lang, schmal verkehrt-eilanzettlich oder länglich, sie ähneln denen des Oleanders.

### Generative Merkmale
Die Blütezeit beginnt gegen Ende der Trockenperiode, wobei die lange Blühperiode die Sommer- und Herbstmonate umfasst (etwa August bis November). Die endständigen, kurz gestielten und schlanken, körbchenförmigen Blütenstände stehen schirmrispig zusammen und besitzen eine einreihige, röhrige Hülle (Involucrum) mit Außenkelch. Die 5–10 zwittrigen und leicht duftenden Röhrenblüten sind weißlich bis gelb, Zungenblüten fehlen.
Die Achänen weisen einen langen und auffallenden, haarigen Pappus auf.
Die Chromosomenzahl beträgt 2n = 20.

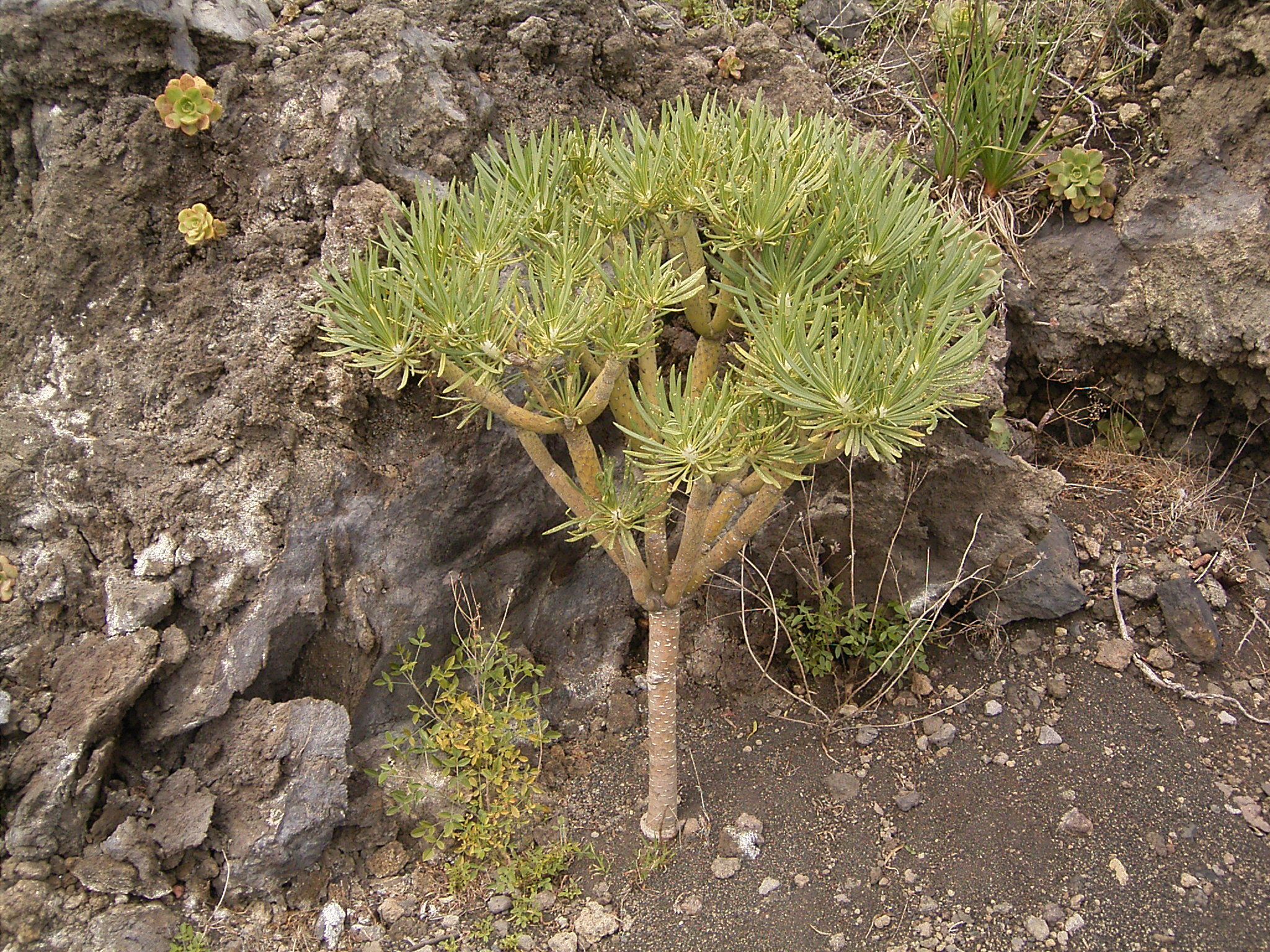
Habitus
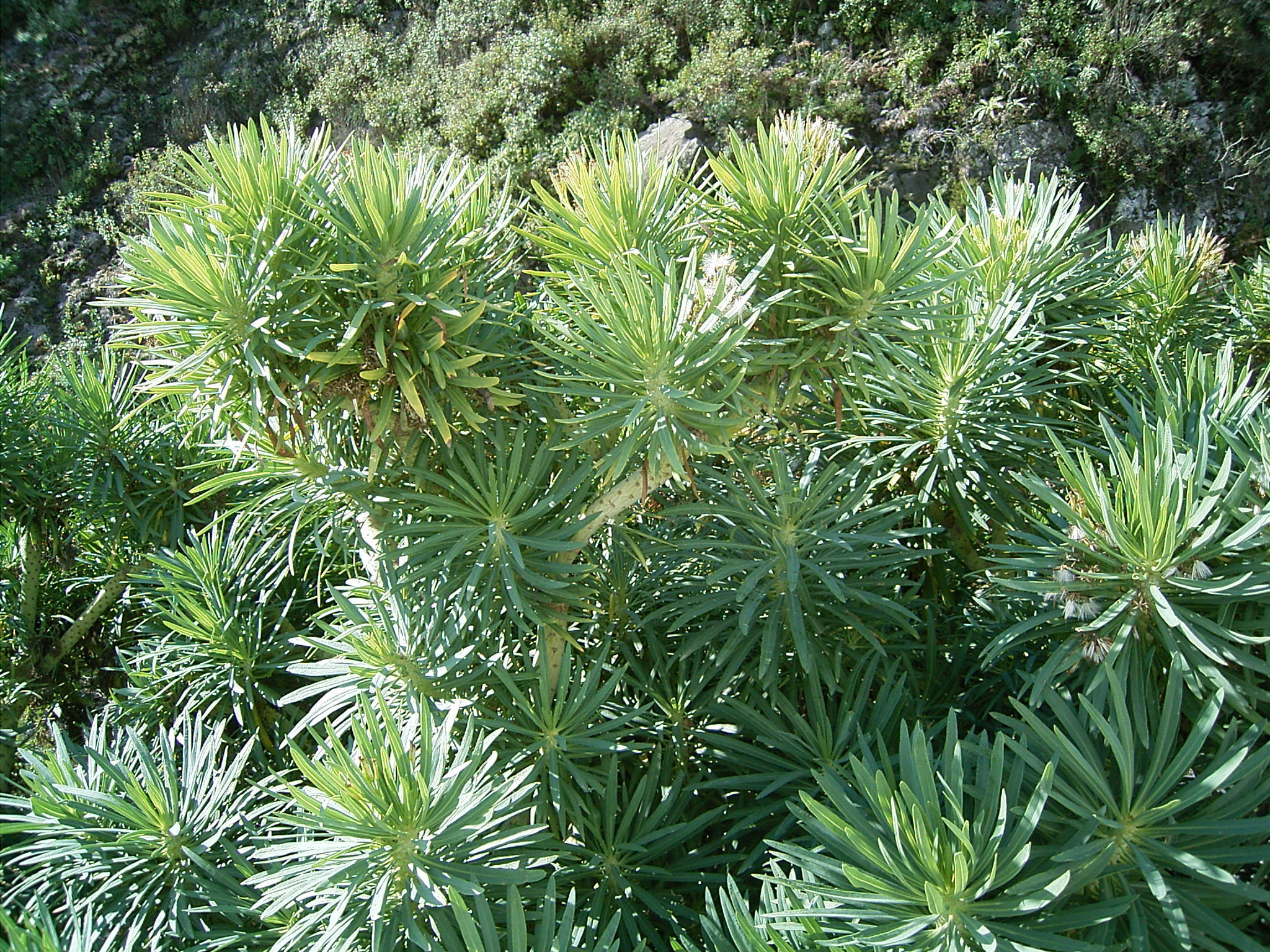
Habitus mit Laubblättern
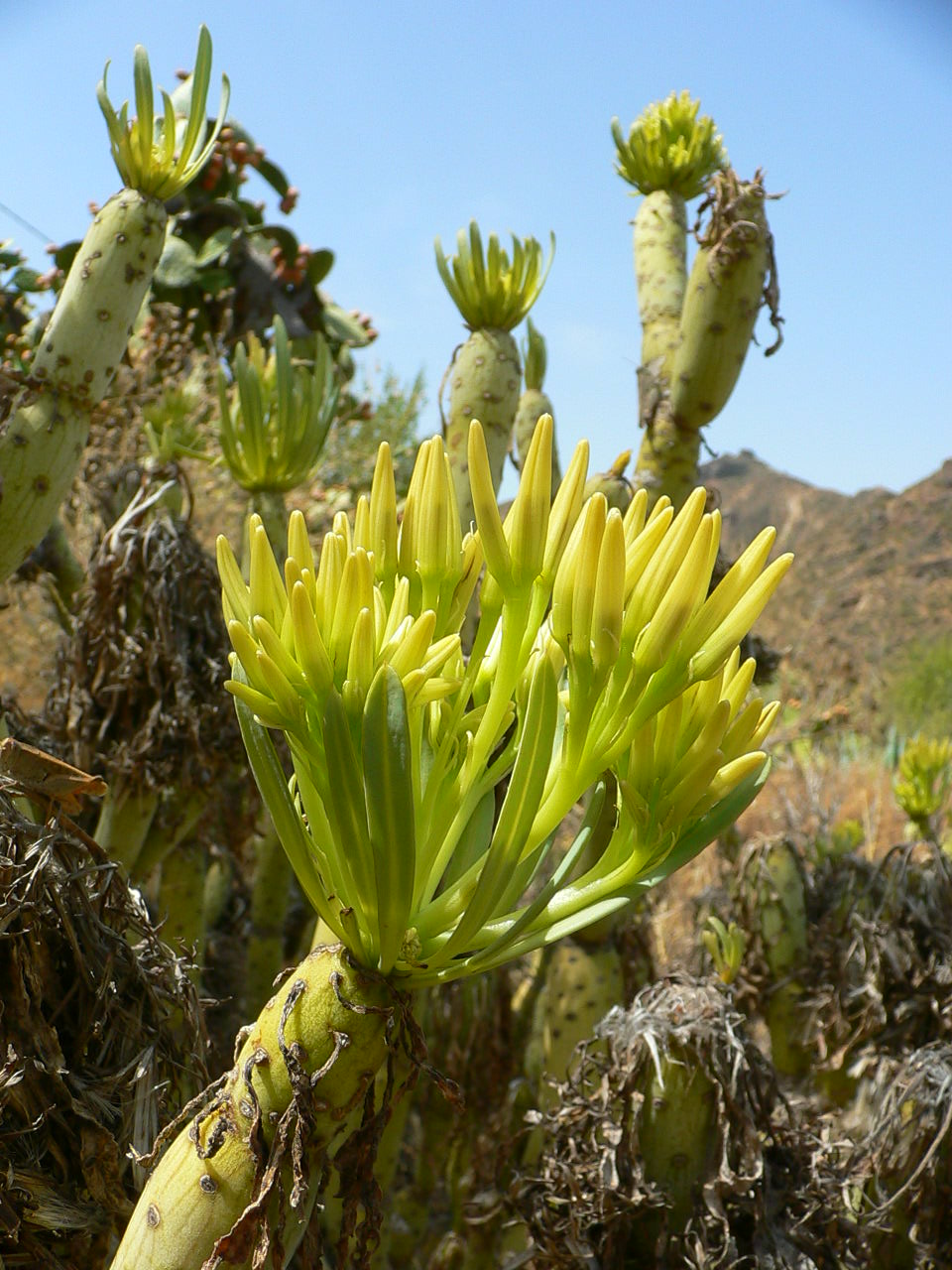
In der Trockenzeit ohne Laubblätter mit Blütenständen und geschlossenen Blüten
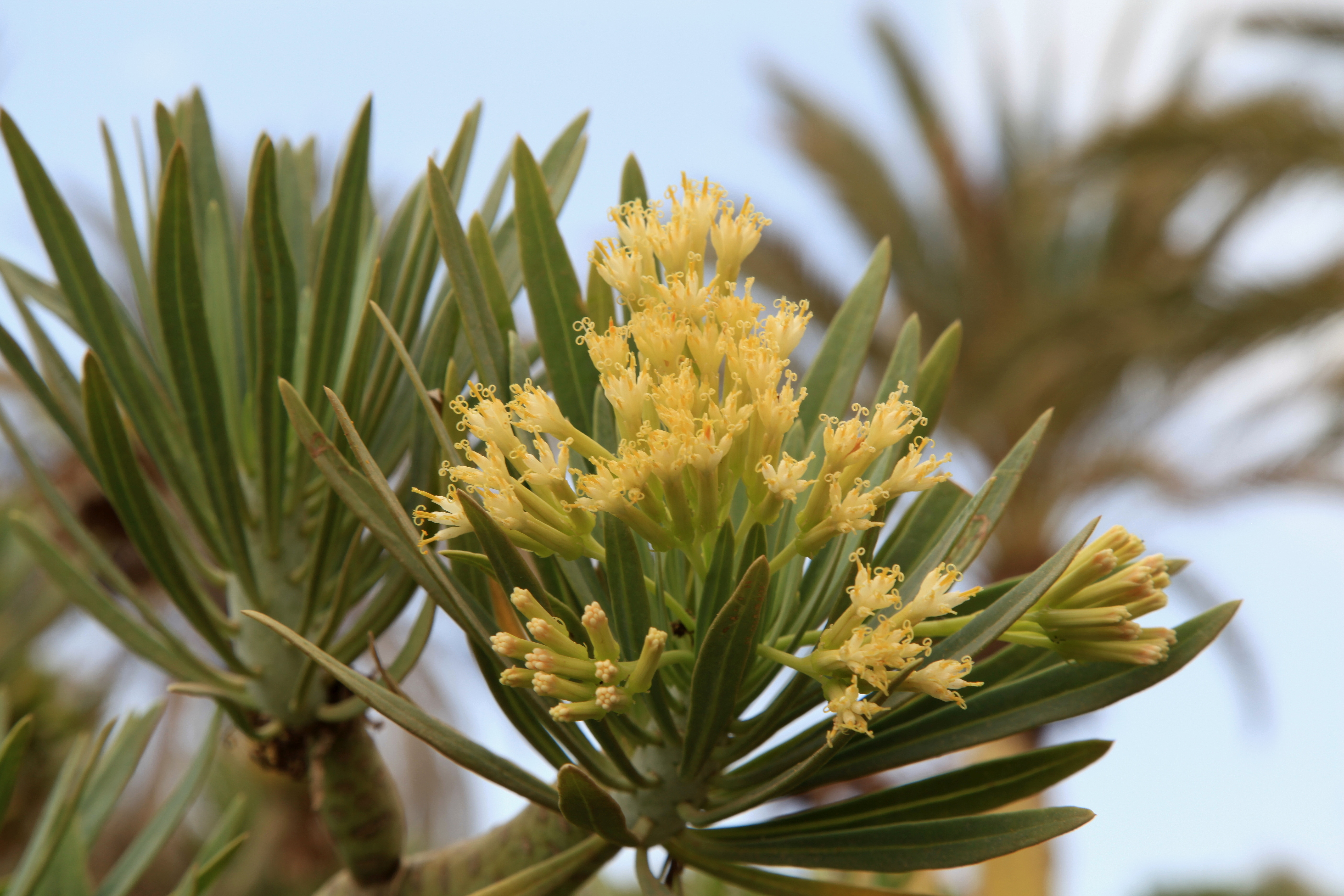
Blütenstände
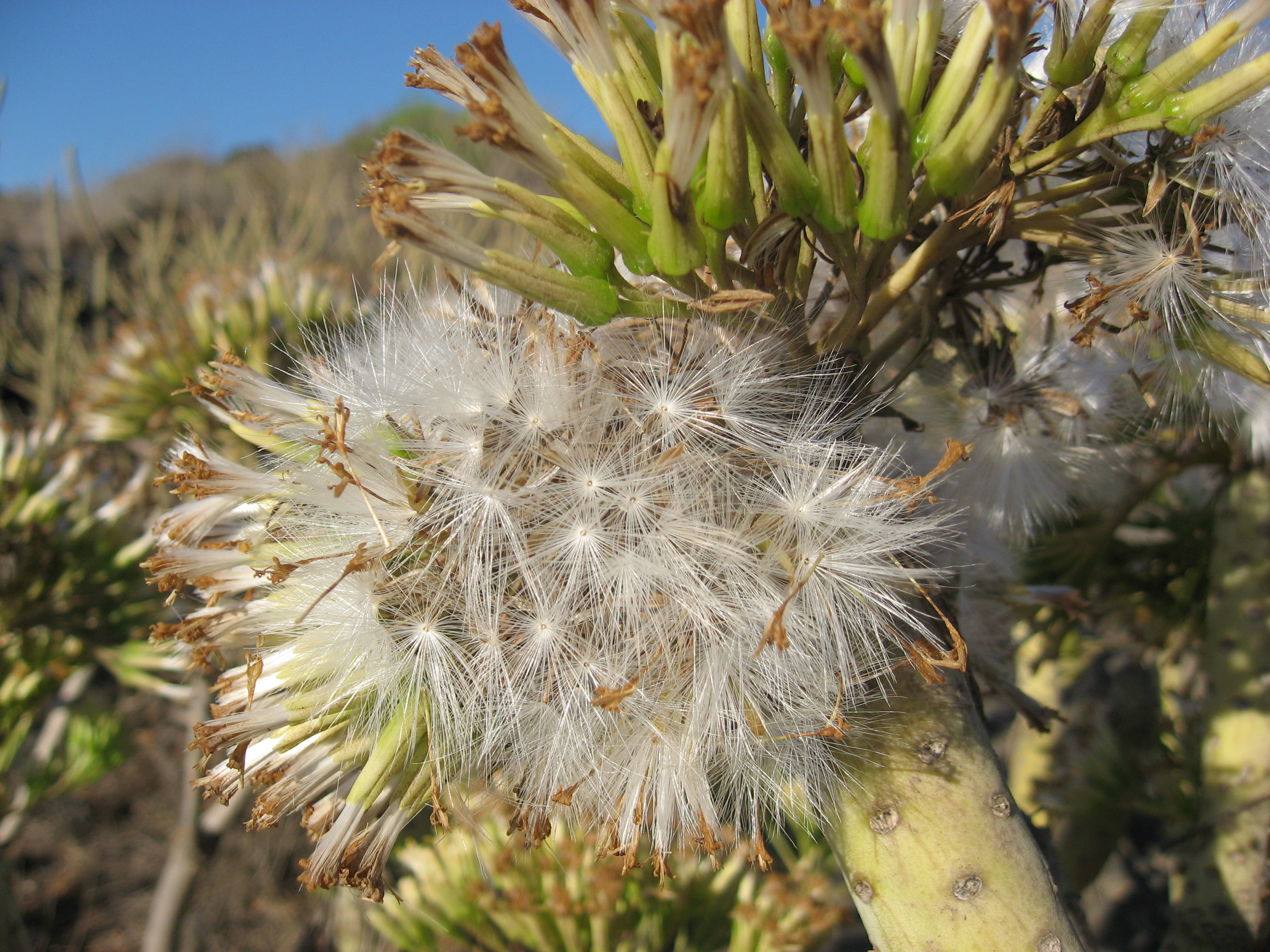
Fruchtstände mit Achänen mit Pappus
Kleinia mit Keimblättern

## Vorkommen
Die Oleanderblättrige Kleinie wächst nur auf den sieben Kanarischen Inseln. Sie gedeiht in Höhenlagen von 50 bis 1000 Metern und ist meist mit strauchigen Euphorbien vergesellschaftet. Sie ist eine charakteristische Art des makaronesischen Sukkulentenbusches.

## Systematik
Die Erstveröffentlichung erfolgte 1753 unter dem Namen Cacalia kleinia durch Carl von Linné in Species Plantarum, Tomus II, 1753, S. 834. Der Name Kleinia neriifolia Haw. (als nereifolia) wurde 1812 durch Haworth in Synopsis plantarum succulentarum ..., S. 312 veröffentlicht. Christian Friedrich Lessing stellte 1831 diese Art als Senecio kleinia (L.) Less. in die Gattung Senecio. Doch wird der Name Kleinia neriifolia Haw. akzeptiert. Die als Kleinia neriifolia f. ovalifolia G.Kunkel bezeichnete breitblättrige Form aus Lanzarote und La Gomera wird als Synonym behandelt. Das ursprüngliche Epitheton und der heute gültige Gattungsname ehrt den ostpreußischen Naturforscher Jacob Theodor Klein (1685–1759).